# Mirvage
 (juillet 2023).
Si vous disposez d'ouvrages ou d'articles de référence ou si vous connaissez des sites web de qualité traitant du thème abordé ici, merci de compléter l'article en donnant les références utiles à sa vérifiabilité et en les liant à la section « Notes et références ».

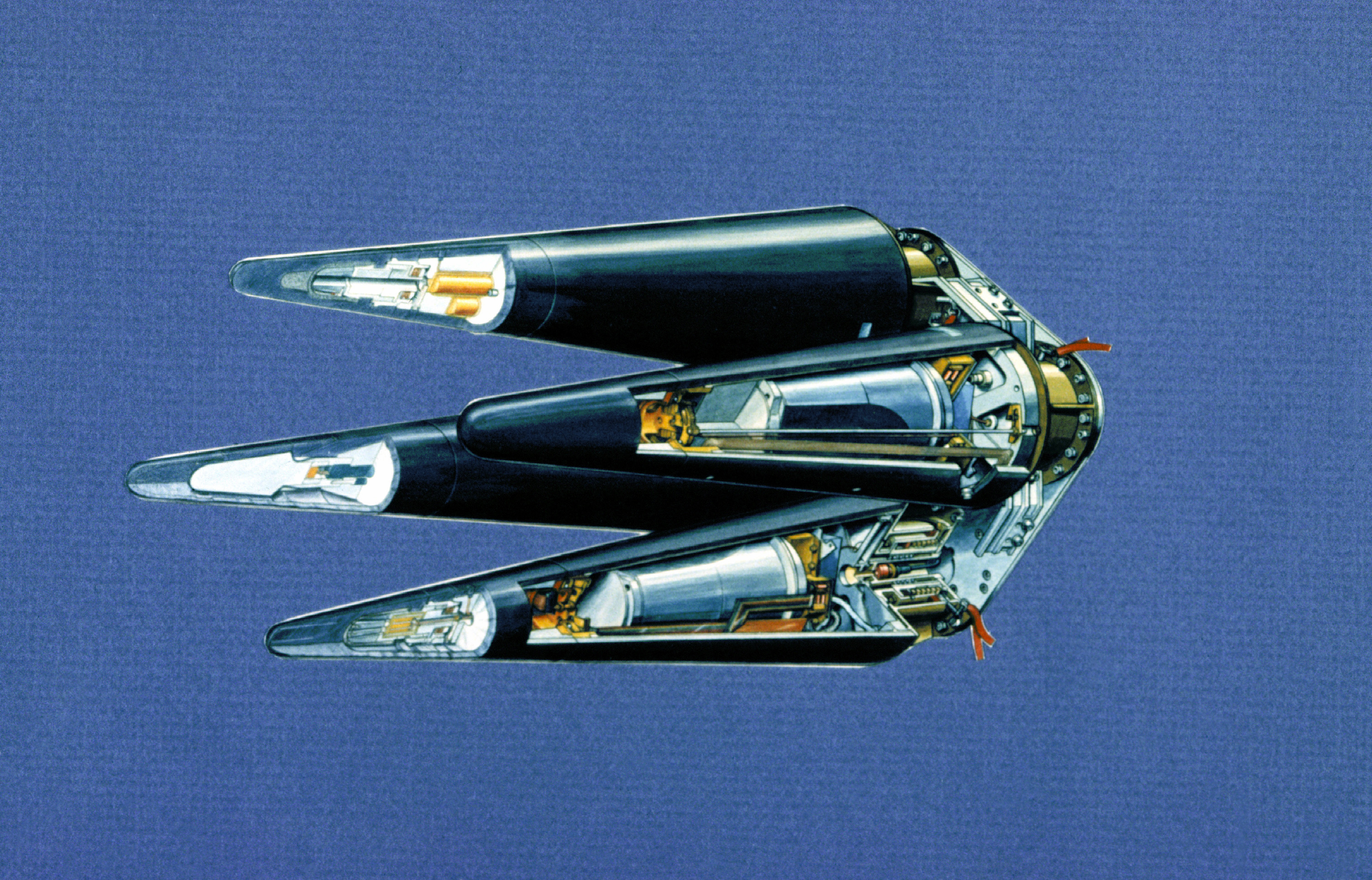
Coupe d'une tête de missile dotée de plusieurs ogives.

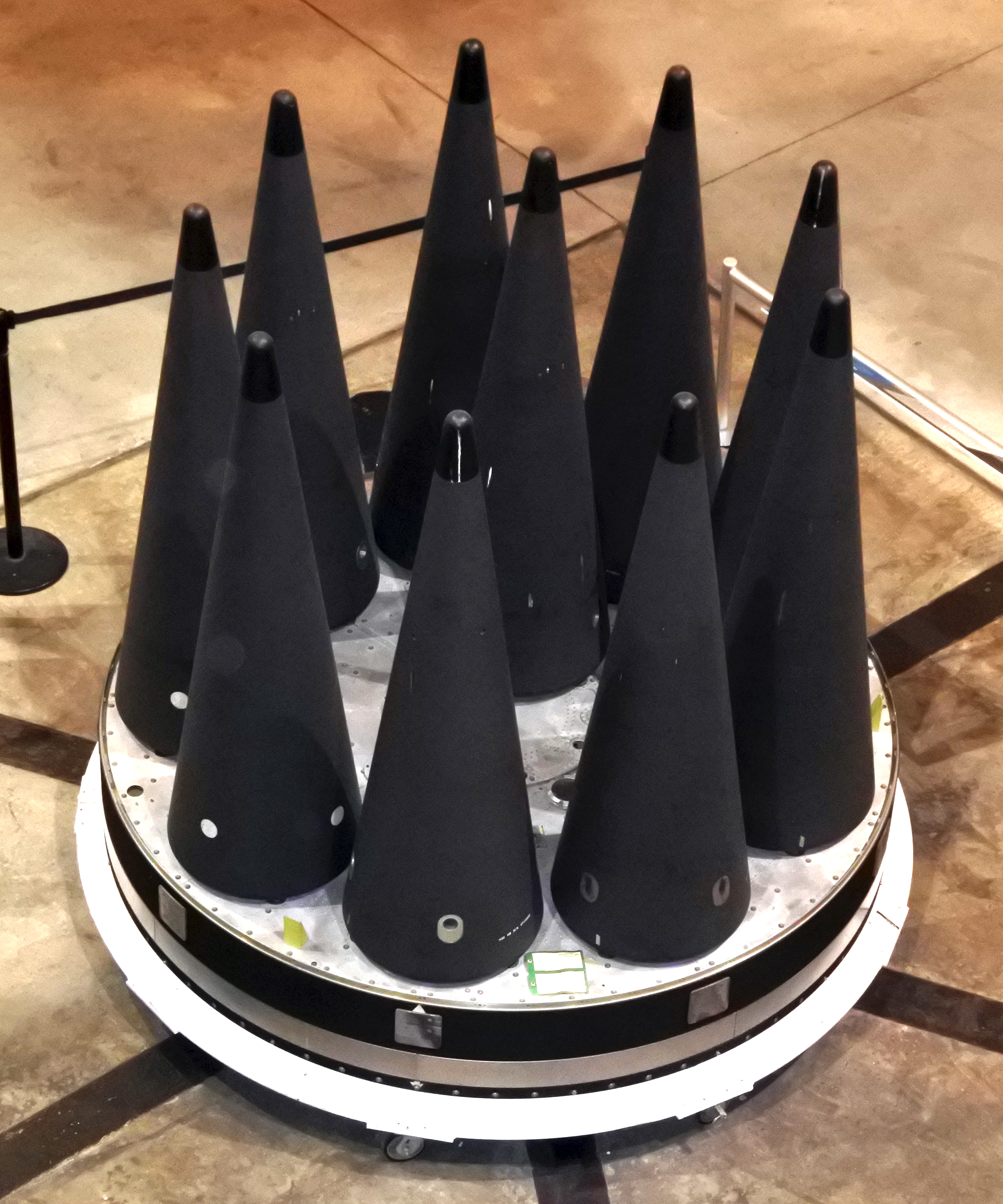
Têtes nucléaires d'un missile Peacekeeper.

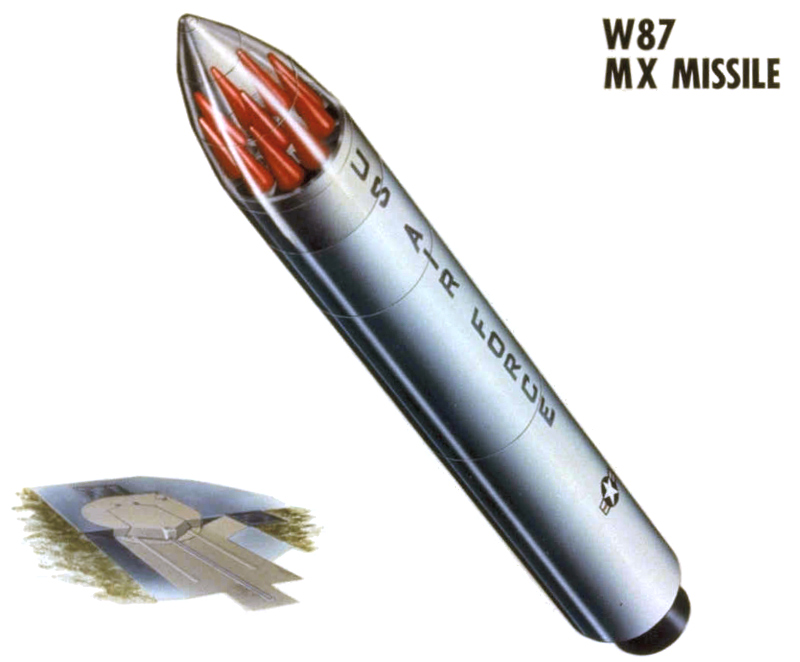
Schéma d'un ICBM mirvé : le missile Peacekeeper transporte plusieurs ogives W87 (en rouge).

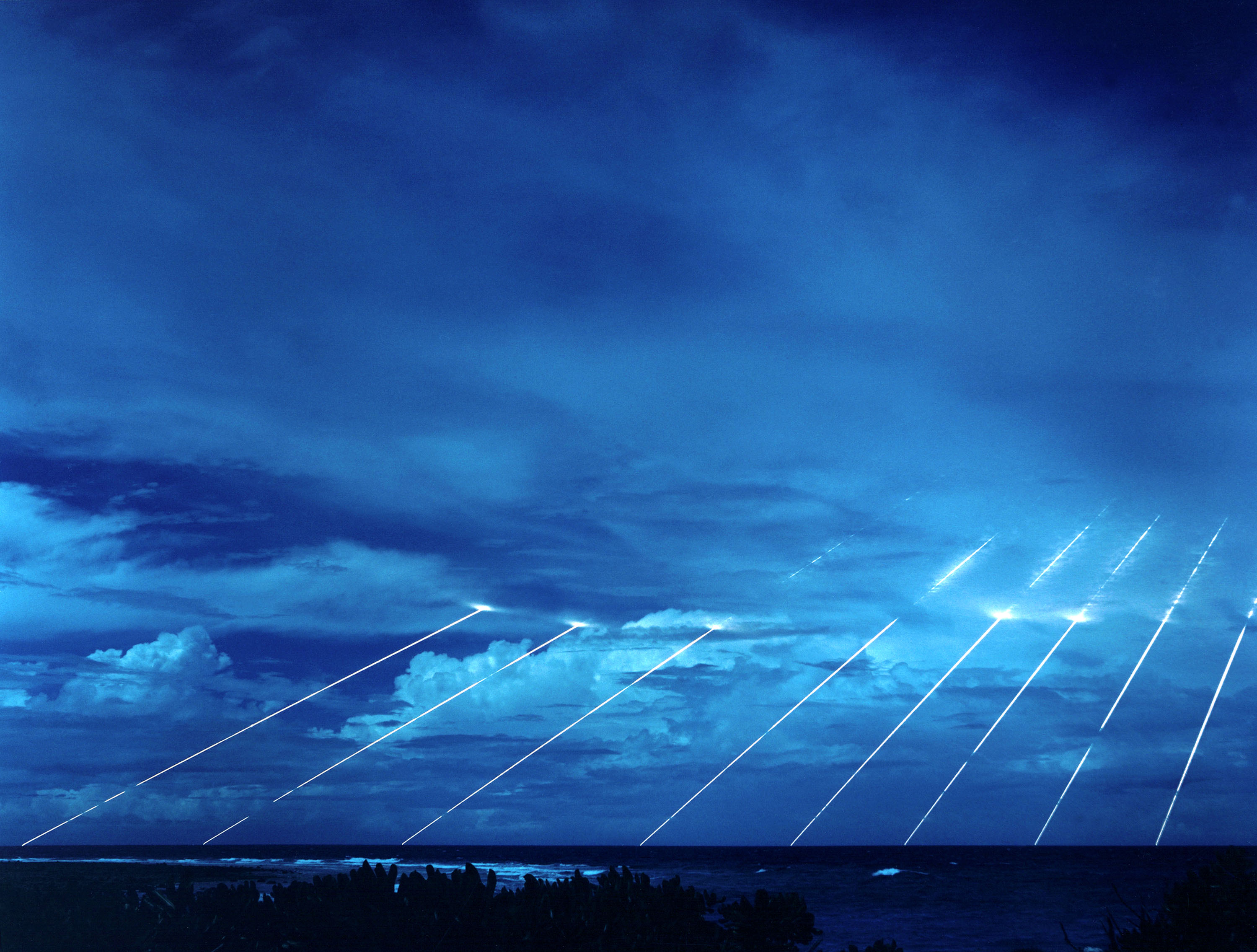
Le missile Peacekeeper pouvait emporter en même temps 10 ogives, chacune pouvant atteindre une cible différente. Chaque ligne sur la photo montre le parcours d'une ogive en rentrée atmosphérique.

Le mirvage, de l'anglais MIRV (Multiple Independently targeted Reentry Vehicle), est une technique militaire consistant à équiper un missile de plusieurs têtes (nucléaires ou conventionnelles) qui suivent chacune une trajectoire indépendante lors de leur entrée dans l'atmosphère. 

## Historique
L'installation de plusieurs têtes nucléaires est testée pour la première fois en 1968 sur le missile balistique intercontinental américain Minuteman III. Cette évolution découle aux États-Unis à la fois des progrès dans la miniaturisation des têtes nucléaires et de la mise au point des techniques permettant à un lanceur unique de larguer plusieurs satellites sur des orbites différentes grâce à un étage de fusée de type Able-star ou Transtage. Le missile Minuteman III est doté de trois têtes d'une puissance de 170 kilotonnes équivalent TNT qui remplace une tête nucléaire unique de 1,2 mégatonne installée jusque-là. Entre 1970 et 1975, les États-Unis modifient 550 missiles de cette catégorie. L'introduction de ces missiles MIRV est destinée en particulier à contrer le système de défense antimissile en cours de construction autour de Moscou. La multiplication des têtes rend vaine toute tentative de défense. Les Soviétiques répliquent en développant une version de leur missile balistique à longue portée R-36 avec trois têtes nucléaires à compter de 1975. L'introduction des missiles MIRV modifie complètement l'équilibre des forces, il n'est plus envisageable de concevoir une défense capable de détruire les missiles attaquants. La destruction mutuelle assurée s'impose comme une nouvelle doctrine et conduit à la signature en 1972 du traité ABM, qui limite fortement le développement des systèmes antimissiles. Outre les deux puissances nucléaires de l'époque, la France, la Chine et le Royaume-Uni (missiles américains) disposent fin 2019 de missiles à têtes multiples opérationnels.

## Fonctionnement
Les têtes nucléaires sont fixées sur une plateforme (bus) qui constitue la partie avant du missile et qui se détache du dernier étage de celui-ci lorsqu'il a épuisé son carburant. Une coiffe, qui recouvre les têtes, est larguée lorsque l'atmosphère est devenue suffisamment ténue. La plateforme parcourt alors une trajectoire balistique en ajustant celle-ci à l'aide de petits moteurs-fusées. Ces corrections sont effectuées après avoir déterminé sa position à l'aide d'une centrale à inertie et d'autres équipements (viseur d'étoiles, etc.). La plateforme largue successivement les uns après les autres les véhicules de rentrée (RV) contenant les têtes nucléaires en modifiant légèrement à chaque fois sa trajectoire pour que chaque tête atteigne une cible différente. Toutefois, la quantité d'ergols emportée étant limitée, l'écart entre les différentes cibles ne peut être supérieur à quelques centaines de kilomètres. Le véhicule de rentrée peut être mis en rotation avant son largage pour stabiliser sa trajectoire. Il a une forme conique et est recouvert d'un matériau (en particulier la pointe) qui le protège de l'échauffement intense produit par les forces de traînée. Chaque véhicule de rentrée peut disposer de moyens permettant de modifier sa trajectoire (têtes de type MARV pour Maneuverable reentry vehicle) afin d'éviter les tirs antimissiles : gouvernes, système de modification du centre de masse, expulsion de masse. 

Déroulement du lancement d'un missile Minuteman III de type MIRV :
1 Le missile décolle de son silo ;
2 Environ 60 secondes après le lancement, le deuxième étage de propulsion (B) s'allume et la coiffe protégeant les têtes nucléaires est éjectée ;
3 Environ 120 secondes après le lancement, le troisième étage (C) s'allume ;
4 Environ 180 secondes après le lancement, la plateforme (« bus » (D)) se sépare du dernier étage ;
5 La plateforme corrige la trajectoire avec ses petits moteurs-fusées et prépare le déploiement des véhicules de rentrée (RV) ;
6 Largage séquentiel des véhicules de rentrée et des leurres entrecoupé de manœuvres pour diriger les têtes nucléaires vers les différentes cibles ;
7 Les véhicules de rentrée et les leurres rentrent dans l'atmosphère à haute vitesse, les ogives sont armées en vol ;
8 Explosion de la charge nucléaire dans les airs ou en surface.